# Gynoplistia nivicola
Gynoplistia nivicola är en tvåvingeart som beskrevs av Alexander 1959. Gynoplistia nivicola ingår i släktet Gynoplistia och familjen småharkrankar. Inga underarter finns listade i Catalogue of Life.